# Kubbe flygbas

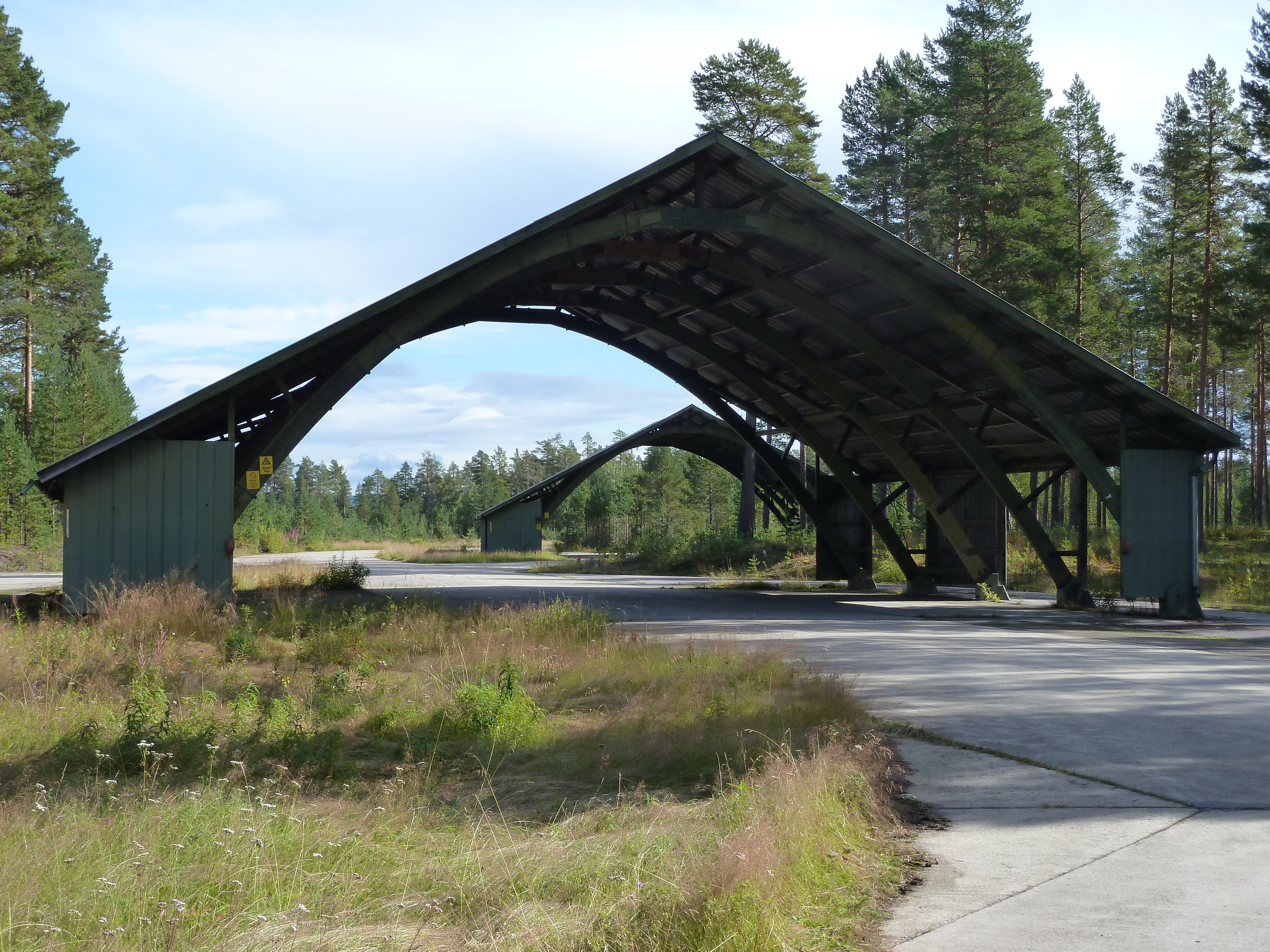
Kubbe flygbas – Törebodabågar vid Främre klargöringsområde.

Kubbe flygbas (IATA: -, ICAO: ESNI) var en militär flygbas, cirka 13 km norr om byn Kubbe, och cirka 56 km nordväst om Örnsköldsvik.

## Bakgrund
Med sina fyra landningsbanor var basen, som hade anläggningsnummer 170 och tidigare kallades Fält 44, tillsammans med alla andra Bas 90-utbyggda flygplatser en av landets största vad beträffar antalet landningsbanor. Att detta är relativt okänt beror på att fältet tidigare var militärt, och inte alls användes för civil trafik. Flygfältet har en total asfalterad banlängd på 2286 meter.
Flygbasen såldes 2001 till JCE-Gruppen.
Under senare år har fältet använts för motortävlingar i dragracing, och namnet Kubbe Raceway används för motorbanan.